# Тетрасомия по X-хромосоме
Тетрасомия по X-хромосоме (48,XXXX) — наследственное нарушение, обусловленное наличием дополнительных X хромосом, является частным случаем анеуплоидии. Это чрезвычайно редкое хромосомные нарушение, вызванным присутствием четырёх Х-хромосом вместо двух.
Тетрасомия по X-хромосоме была впервые описана в 1961 году, и с тех пор во всем мире было зарегистрировано около 100 случаев.

## Симптомы
Симптомы тетрасомии по X-хромосоме сильно варьируют, от относительно легких до тяжелых. Симптомы часто похожи на симптомы трисомии по X-хромосоме. Пациенты, как правило, имеют отличительные черты лица, такие как эпикантус, плоские носовые мостики, специфическая форма глаз, гипоплазия средней части лица, маленький рот, хейлосхизис, дефекты зубов. Также зафиксировано, что большинство из пациентов имеют высокий рост. У многих также прослеживается нарушения тонуса суставов и мышц, в том числе гипотонию и расшатанность суставов в бедрах. Также могут присутствовать проблемы с костями, в том числе аномальные искривления позвоночника. Исследование двадцати девочек с тетрасомией и пентасомией X показало, что у 10 процентов пациентов наблюдается слабость суставов в бедрах, в то время как у 20 процентов имеются ограничения в суставах.
В процессе развития у людей с тетрасомией по X-хромосоме часто наблюдаются небольшие задержки в развитии речи и артикуляции, выражения и понимания языка, а также навыков чтения. Также присутствуют задержки в развитии моторики, ходить такие люди начинают от 16 месяцев до 4,5 лет. Около 50 % пациентов обычно проходят половое созревание, тогда как другие 50 % нет или у них проходит частичное половое созревание без развития вторичных половых признаков или полного полового созревания с нарушениями менструального цикла и/или ранней менопаузой (возможно, уже в подростковом возрасте). Медицинская литература сообщает о четырёх беременностях у пациентов с тетрасомией по х-хромосоме. В двух случаях родились здоровые дети, в одном случае ребёнок с трисомией 21 и в одном случае мертворожденный ребёнок с омфалоцеле.
У людей с тетрасомией X могут быть нарушения зрения, слуха, системы кровообращения, почек или нервной системы. Нарушения зрения включают близорукость, нистагм, колобому, микрофтальм или гипоплазию зрительного нерва. Такие люди более склонны к ушным инфекциям. Сообщалось также о нескольких случаях пороках сердца, включая дефекты межжелудочковой / межпредсердной перегородки, атрезию, гипопластический синдром правого сердца, открытый артериальный проток и конотрункальные или клапанные пороки сердца. Пациенты с тетрасомией X также, по-видимому, более склонны к судорожной активности, хотя при анализе с помощью ЭЭГ или МРТ документально подтвержденных нарушений функции или структуры мозга не выявлено.

## Причины и диагностика
Тетрасомия X — это хромосомная анеуплоидия, то есть она возникает из-за дефекта мейоза, что может происходить, когда гомологичные Х-хромосомы не разделяются при образовании яйцеклетки или сперматозоида.
Тетрасомия Х обычно подозревается на основании симптомов, присутствующих у человека, и подтверждается при помощи кариотипирования, которое выявляет дополнительные Х-хромосомы.

## Лечение и прогноз
Общий прогноз для детей с тетрасомией X относительно хороший. Из-за разнообразия симптомов некоторые дети с тетрасомией X живут нормальной жизнью, в то время как другим на протяжении всей жизни потребуется медицинская помощь. Традиционно лечение тетрасомии X заключалось в управлении симптомами и поддержке обучения. Большинству пациентов назначают лечение эстрогенами, чтобы стимулировать развитие молочной железы и стимулировать формирование костей для предотвращения остеопороза. Речевая, трудовая и физическая терапия также могут быть необходимы в зависимости от тяжести симптомов.

## Другие виды
У ехидн этот кариотип является нормальным, генетический пол различается следующим образом:
- 63 (X1Y1X2Y2X3Y3X4Y4X5, самец)
- 64 (X1X1X2X2X3X3X4X4X5X5, самка)[5]